# Arnold Schulman
Arnold Schulman (Filadelfia, Pensilvania, 11 de agosto de 1925-Santa Mónica, California, 4 de febrero de 2023) fue un dramaturgo, guionista, productor, compositor y novelista estadounidense. Fue un actor de teatro asociado durante mucho tiempo con el American Theatre Wing y el Actors Studio.

## Biografía
Nacido en una familia judía en Filadelfia, Schulman asistió a la Universidad de Carolina del Norte, donde tomó cursos de escritura. Sirvió en la Marina y en 1946 llegó a la ciudad de Nueva York, donde comenzó a escribir en serio. Estudió dramaturgia con Robert Anderson ( Té y simpatía) en clases en el American Theatre Wing de Nueva York, con guiones para televisión a principios de la década de 1950, haciendo una transición a las películas de Hollywood en 1957.
Schulman murió en su casa de Santa Mónica, California el 4 de febrero de 2023, a la edad de 97 años.

## Premios
Schulman recibió nominaciones al Oscar al Mejor Guion Original por Love with the Proper Stranger en 1963 y al Mejor Guion Adaptado por Goodbye, Columbus en 1969. También recibió tres nominaciones del Writers Guild al Mejor Guion por Wild Is the Wind, A Hole in the Head y Love with the Proper Stranger, y un premio del Writers Guild por Goodbye, Columbus. También recibió un premio Humanitas Prize en 1994 por su trabajo en And the Band Played On.
Schulman fue acreditado como el guionista de Players, aunque el guion fue reescrito sin su consentimiento y, por contrato, no pudo quitarse el nombre.

## Créditos
- 1954 General Electric Theatre: I'm a Fool (Teleplay)
- 1954 Omnibus: Nothing So Monstruous (Teleplay)
- 1955 Kraft Television Theatre : The Beautiful Time (Teleplay)
- 1956 - Playwrights '56 : Adan and Evening; Lost; The Heart's a Forgotten Hotelo (Teleplays)
- 1957 Salvaje es el viento (guionista)[6]
- 1959 A Hole in the Head (guionista)[7]
- 1960 Cimarrón (Guionista)
- 1963 Jennie (Libro del musical de Broadway)
- 1963 Amor con el verdadero extraño (guionista)
- 1968 La noche en que allanaron a Minsky (guionista)
- 1969 Adiós, Columbus (Guionista)
- 1972 To Find a Man (guionista)
- 1975 Funny Lady (guionista / autor del libro)
- 1976 Won Ton Ton, el perro que salvó a Hollywood (Productor/Guionista)
- 1979 Players (Productor Ejecutivo/Productor/Guionista)
- 1985 A Chorus Line (guionista)
- 1988 Tucker: El hombre y su sueño (compositor/guionista)
- 1993 And the Band Playing On (Coproductor/Guionista)